# Nyrud (Finnmark)
Nyrud ist eine Rodungsinsel am Ende des Riksvei 885 im südlichen Pasviktal in der norwegischen Kommune Sør-Varanger, 108 Kilometer südlich von Kirkenes. Heute beherbergt sie Norwegens kleinste Polizeistation, die im Sommerhalbjahr von zwei Beamten der Grenzpolizei bedient wird. Nyrud ist der südlichste Ort des Pasviktales und liegt im Pasvik Naturreservat am Westufer des norwegisch-russischen Grenzflusses Pasvikelva, das Ostufer gehört zu Russland. Circa 10 km südwestlich von Nyrud befindet sich der Øvre-Pasvik-Nationalpark.

## Geschichte
Nyrud entstand im Zuge der norwegischen Binnenkolonisation, mit der die norwegische Regierung nach der Unionsauflösung von 1905 versuchte, die Auswanderung aus Norwegen einzuschränken und Siedler in das dünn besiedelte Nordnorwegen zu bringen. Ingvald Eriksen aus Nordland und seine finnische Frau Marie begannen 1918 mit der Rodung im Wald und errichteten das erste Wohnhaus 1920. Der Hof wuchs und entwickelte sich zum wohlhabendsten Hof im Pasviktal. Ein größeres Wohnhaus wurde 1936 fertiggestellt und diente auch als Unterkunft für durchreisende Staatsangestellte, sowie als Telegrafenstation.
Während des Zweiten Weltkrieges war Nyrud von deutschen Soldaten besetzt. Spuren von 20 Baracken und zwei gesprengten Brücken sind noch heute in der Umgebung zu sehen. Als eines von wenigen Gebäuden überstand der Hof die Verwüstungen der im Zuge des Unternehmen Nordlicht veranlassten Zerstörung der Infrastruktur der Finnmark. 1953 verkaufte das Ehepaar Eriksen Nyrud an das Justizministerium, welches ab 1965 die Polizeistation einrichtete. Das ursprüngliche Wohnhaus brannte 1995 nieder, das Wohnhaus von 1936 steht heute unter Denkmalschutz und wird weiterhin genutzt.